# Relato sobre el zurdo bizco de Tula y la pulga de acero
Relato sobre el zurdo bizco de Tula y la pulga de acero (ruso Сказ о тульском косом Левше и о стальной блохе, Transliteración: Skaz o túlskom kosom Levshé i o stalnói blojé) es una novela escrita en 1881 por Nikolái Leskov. 
La novela comienza con la visita del zar Alejandro I de Rusia a Inglaterra después del Congreso de Viena. Acompañándolo viaja también el cosaco Plátov, que está deseando volver a su casa y ve con horror cómo su señor va quedando fascinado por las fábricas y los inventos de los ingleses, que aprovechan cualquier excusa para reivindicar su superioridad sobre los rusos. Cuando Plátov ve que el zar se emociona demasiado ante los progresos ingleses, sólo dice desdeñosamente: "Se mire como se mire, lo que nosotros tenemos en casa no es peor". 
Después de ver incontables maravillas, el zar se acaba quedando con una diminuta pulga mecánica. Cuando el zar muere, la pulga va pasando de mano en mano hasta que llega a las del zar Nicolás I de Rusia. El nuevo zar pide a Plátov que encuentre un artesano ruso que sea capaz de superar a los ingleses que fabricaron la pulga, y éste va a buscarlo a Tula, donde residen los mejores fabricantes de armamento de Rusia. 
La historia, narrada como si fuera un relato tradicional y con un tono enormemente irónico, nos presenta las relaciones entre Rusia y Europa Occidental a finales del siglo XIX desde sus diferentes perspectivas. 